# Jozef Ferenc (1931)
Jozef Ferenc (* 1931) je bývalý slovenský fotbalista, útočník.

## Sportovní kariéra
V československé lize hrál za Tatran Prešov. Nastoupil ke 164 ligovým utkáním a dal 13 gólů.

## Ligová bilance
| Ročník                                   | Zápasy | Góly | Klub          |
| ---------------------------------------- | ------ | ---- | ------------- |
| Přebor československé republiky 1955     | -      | 2    | Tatran Prešov |
| 1. československá fotbalová liga 1956    | -      | 5    | Tatran Prešov |
| 1. československá fotbalová liga 1957/58 | -      | 3    | Tatran Prešov |
| 1. československá fotbalová liga 1958/59 | -      | 2    | Tatran Prešov |
| 1. československá fotbalová liga 1959/60 | -      | 0    | Tatran Prešov |
| 1. československá fotbalová liga 1960/61 | -      | 0    | Tatran Prešov |
| 1. československá fotbalová liga 1961/62 | -      | 1    | Tatran Prešov |
| 1. československá fotbalová liga 1962/63 | -      | 0    | Tatran Prešov |
| CELKEM                                   | 164    | 13   |               |